# Újra együtt (film)
Az Újra együtt (eredeti cím: 10 Years) 2011-ben bemutatott amerikai romantikus filmvígjáték Jamie Linden rendezésében. A film Linden első rendezése. A filmben olyan híres színészek szerepelnek, mint Channing Tatum, Jenna Dewan, Justin Long, Kate Mara, Rosario Dawson, Oscar Isaac, Lynn Collins, Chris Pratt, Scott Porter, Brian Geraghty, Aubrey Plaza és Anthony Mackie. 2012. szeptember 14-én mutatták be a mozik.

## Rövid történet
Jake és barátai tíz év után először találkoznak az osztálytalálkozón. Visszaemlékeznek a múltban történt eseményekre, és közben rájönnek, hogy mégsem nőttek fel teljesen.

## Szereplők
- Channing Tatum: Jake Stafford
- Jenna Dewan-Tatum:Jess
- Justin Long: Marty Burn
- Max Minghella: AJ
- Oscar Isaac: Reeves
- Chris Pratt:[4] Cully
- Ari Graynor: Sam
- Daniel Scott Lumpkin, Jr.: Daniel
- Lilly Lumpkin: Lilly
- Scott Porter: Scott
- Eiko Nijo: Suki
- Mike Miller: fényképész
- Brian Geraghty: Garrity Liamsworth
- Aubrey Plaza: Olivia
- Kelly Noonan: Julie
- Nick Zano: Nick Vanillo
- Isaac Kappy: Gutterball
- Aaron Yoo: Peter Jung
- Kate Mara: Elise
- Lynn Collins: Anna
- Anthony Mackie: Andre Irine
- Rosario Dawson: Mary
- Ron Livingston: Paul

## Háttér
Channing Tatum 2011-ben készített egy rövidfilmet, Ten Year címmel.
A film producerei Marty Bowen, Reid Carolin, Wyck Godfrey és Channing Tatum voltak, a forgatókönyvet pedig Jamie Linden írta. A forgatás New Yorkban, Kaliforniában és Új-Mexikóban zajlott.

## Megjelenés
A filmet a Torontói Nemzetközi Filmfesztiválon mutatták be.

## Fogadtatás
A Rotten Tomatoes honlapján 60%-os értékelést ért el 58 kritika alapján, és 5.9 pontot szerzett a tízből. A Metacritic oldalán 61 pontot szerzett a százból, 18 kritika alapján.